# 楊相 (嘉靖進士)
楊相（1530年—1581年），字允立，號中峰，山西平陽府蒲州人，民籍，明朝政治人物。

## 生平
嘉靖四十三年（1564年）甲子科山西鄉試第六名舉人。嘉靖四十四年（1565年）中式乙丑科會試第三百六十三名，三甲第一百六十七名進士。户部观政，本年授成安知县，隆慶二年（1568年）选山东道试御史，巡视十库，不久實授，巡按陕西茶馬，五年差巡按河南，万历元年巡视京营，二年（1574年）升山东副使，整饬海右道兵备，五年升湖广布政司参政，分守上荆南道，六年致仕归，九年卒。

## 家族
曾祖楊榮；祖父楊銘；父楊鶴，號松冈，壽官。前母高氏，贈孺人；母許氏，封太孺人。兄杨梅（典膳）、杨果（镇抚）、弟杨梓（庠生）、杨格。